# Fontana della Palma
La fontana della Palma è un'opera monumentale collocata al centro della piazza Giovanni Amendola a Palmi.
Il monumento, costruito intorno al 1922, venne riprodotto in un francobollo della serie "Fontane d'Italia". Esso prende il nome dall'antica "fontana della Palma" (detta anche «del mercato») che, originariamente, dal 1670 al 1888, sorgeva nell'attuale piazza I Maggio.

## Storia

### L'antica fontana della Palma

#### Storia
L'antica fontana della Palma, o «del Mercato», era un monumento che ricordava tanti avvenimenti storici per la città di Palmi. Sorgeva al centro dell'attuale piazza I Maggio.
Fu realizzata nel 1670 per volere del marchese Andrea Concublet, feudatario di Palmi, a completamento della costruzione della piazza del Mercato nel 1669. A seguito del terremoto del 1783, che distrusse totalmente la città, gli storici narrano che la fontana fu l'unico manufatto rimasto illeso, tra tutto ciò che era edificato a Palmi fino ad allora. Inoltre la ricostruzione della città avvenne riprogettandola attorno al monumento, poiché la maggioranza della popolazione volle prendere come «favorevole augurio» il fatto che la fontana fosse rimasta in piedi malgrado che «i terremoti la facessero dimenare come l'albero di una nave in tempesta».
L'antica fontana fu però demolita nei primi giorni di maggio del 1886, come conseguenza di un progetto di miglioramento del corso Giuseppe Garibaldi promosso dall'amministrazione comunale guidata da Pasquale Suriano. Il monumento venne diroccato di notte, poiché si temeva l'impedimento da parte dei cittadini i quali, eccetto pochi, si erano manifestati contrari all'opera di distruzione del manufatto.

#### Descrizione
L'antica fontana era alta sei metri e si formava da una base ottagonata, di quattro gradini, sui quali sorgeva (con altezza di qualche metro) un'ampia ed anch'essa ottagonata vasca di granito, con un elegante sagoma nella parete esterna. In mezzo a questa vasca inoltre sorgeva, con altezza di più di tre metri, un cumulo di piccoli scogli anfrattuosi e sul vertice di esso s'innalzava, per altri due metri, una palma di marmo. Dalla cima della palma di marmo si lanciava, all'altezza di quasi mezzo metro, un perenne e abbondante getto di acqua. Tal getto d'acqua, ricadendo in una vaschetta sita nella corona delle foglie della palma, veniva per mezzo di particolari condutture, a sgorgare incanalata dalle bocche di quattro delfini di marmo. Ciascuno dei delfini era adagiato su uno dei quattro lati del cumulo di scogli, con la coda diretta in alto, toccante la base della palma, e con la testa rivolta in basso. A mezzo metro, inferiormente alla testa del delfino, sporgeva orizzontalmente dal cumulo di scogli, una pila per ogni delfino; e si estendeva tanto da non far ricadere, fuori di essa, il getto dell'acqua che usciva dalla bocca del delfino, ma era comunque tanto vicino, alla sponda della vasca suddetta, da poter far attingere alla popolazione l'acqua corrente già fin dalla bocca dei delfini. Ciascuno spazio tra i delfini era fregiato di uno stemma scolpito in marmo. In principio tre di questi portavano lo scudo con le insegne della famiglia Concublet mentre uno portava lo scudo di Palmi, con la corona che si assumevano le città e le terre di dominio "ossia regie", la quale era somigliante alla corona marchesale, e per insegna la palma e il motto: «Nondum in auge».
Ciò che rimane dell'opera monumentale, riassemblato, è collocato nella parte retrostante della Casa della Cultura "Leonida Repaci" e, sempre nello stesso complesso museale, vi è custodita una riproduzione in scala plasmata dallo scultore Nicola Gullì.

### La nuova Fontana della Palma

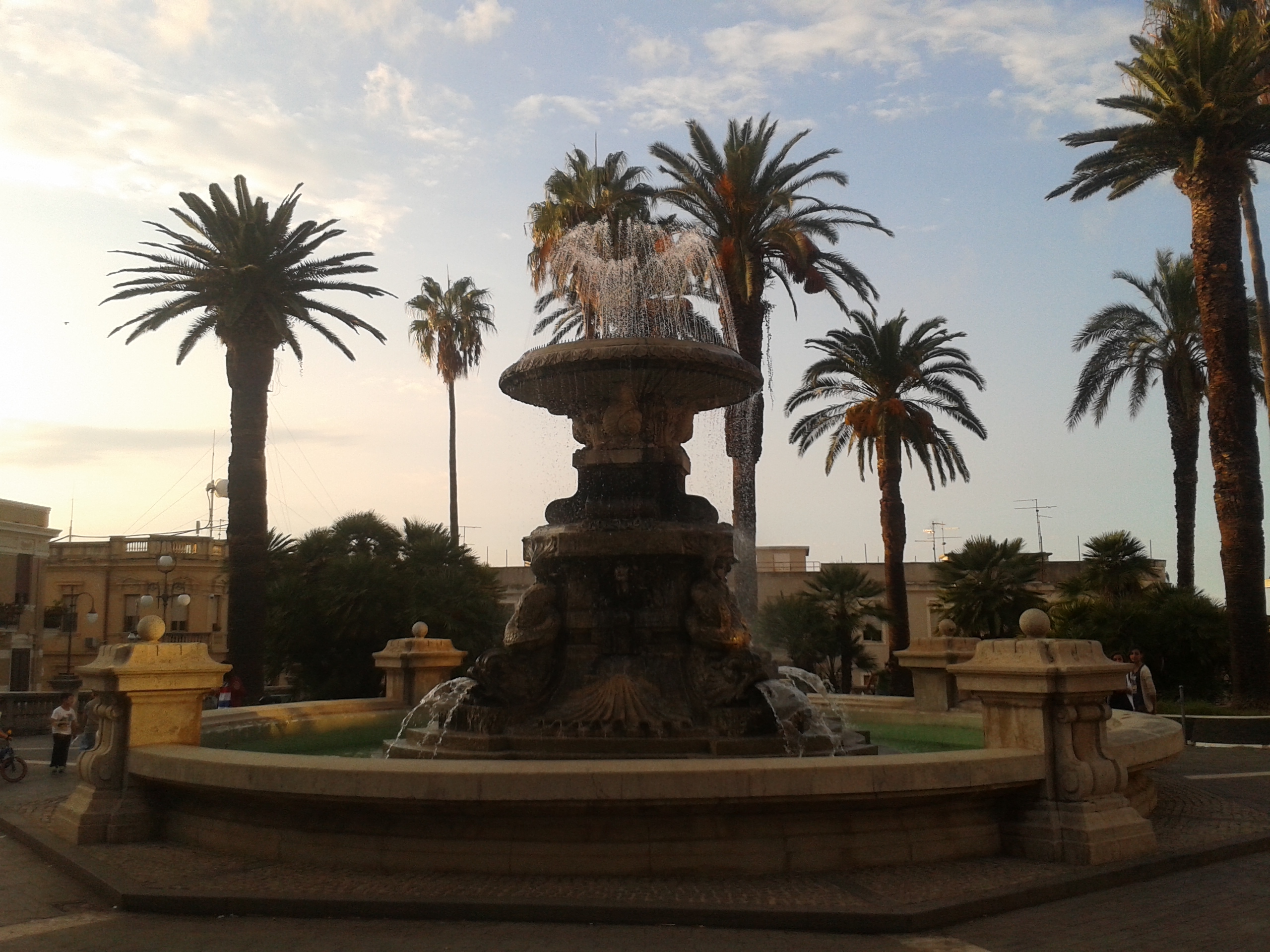
La Fontana della Palma al tramonto.

Francobollo dedicato, emesso nel 1977.

Era il 15 ottobre 1922 quando la nuova fontana monumentale, progettata dall'architetto Jommi e costruita dal professor Giuseppe Sutera, venne consegnata alla città di Palmi con una cerimonia inaugurale a cui partecipò il gerarca fascista Michele Bianchi. La fontana venne eretta nell'area ove fino a pochi anni prima sorgeva l'antica chiesa madre, demolita a seguito della sistemazione urbanistica prevista dopo il terremoto del 1908. L'architetto Jommi disegnò la fontana in stile barocco berniniano moderno, ispirandosi all'antica «fontana del Mercato».
Il nuovo monumento fece anche da suggellamento alla creazione del nuovo acquedotto cittadino, denominato Acquedotto Vina, che venne inaugurato lo stesso giorno e che risolse il problema di carenza idrica in città. Completò la festa il cambio di denominazione della piazza che venne intitolata al politico reggino Giuseppe De Nava, accogliendo le istanze del sindaco di Palmi Michele Guardata, poiché questi si era prodigato per far pervenire i finanziamenti governativi per la realizzazione delle suddette opere.
L'evento fu illustrato in forma cartacea su un numero unico, nel quale vi erano articoli a firma di Felice Battaglia, Domenico Antonio Cardone, Vincenzo Migliorini, Pietro Milone, Luigi Parpagliolo e Francesco Topa.
Il palmese Antonino Zappone, dirigente del Provveditorato Generale dello Stato, nel 1977 si adoperò affinché la fontana venisse riprodotta in un francobollo ed inserita nella serie «Fontane d'Italia». Pertanto il 18 ottobre dello stesso anno il francobollo, con disegno di Eros Donnini, fu stampato dall'Istituto Poligrafico e Zecca dello Stato con una tiratura di 15.000.000 di copie.
La fontana venne restaurata nel 1999 dall'architetto Carmelo Bagalà.

## Piazza Giovanni Amendola
La piazza Giovanni Amendola è, come detto, il luogo in cui è collocata la fontana. Lo spazio urbano sorge nel centro storico cittadino ed in passato ebbe i nomi di piazza Maria Cristina, piazza Pietro De Nava e piazza Benito Mussolini. La sua superficie è di 2500 m² per l'area pedonale e di 6350 m² compreso il parcheggio e le strade contigue.

### Storia
Prima del terremoto del 1908 nella piazza, denominata Maria Cristina prospettava la chiesa madre. Tra l'altro una parte dell'area prendeva il nome di piazza della Frutta, in funzione del fatto che nel luogo veniva svolto un piccolo mercato. A seguito del suddetto terremoto, venne redatto nel 1911 un nuovo piano regolatore della città, che prevedeva la demolizione della vecchia collegiata per ricostruirla in un altro sito cittadino. Il posto del luogo di culto, negli anni seguenti, venne preso dalla nuova fontana.
La piazza venne completamente ristrutturata, nel periodo 1995-1999, dal comune di Palmi su progetto dell'architetto Carmelo Bagalà.

### Descrizione
Sulla attuale piazza Giovanni Amendola prospettano il nuovo palazzo di Giustizia del tribunale di Palmi ed il palazzo degli Uffici, sede dell'Agenzia delle entrate. Inoltre dalla piazza è visibile il palazzo della caserma dei carabinieri, esempio di architettura neoclassica del XX secolo.
La piazza è, per destinazione, divisa in due zone. La zona sud, asfaltata, è destinata a parcheggio mentre la parte nord, pavimentata, è destinata ad area pedonale con funzione di giardino. Quest'ultima zona è composta da un'area pavimentata, interrotta da varie aiuole provviste di palme (del tipo washingtonia filifera e phoenix dactylifera), con al centro la fontana della Palma. La pavimentazione è composta da lastre di pietra lavica di varie dimensioni, scandita da elementi lineari in lastre di marmo di Trani. Il disegno della pavimentazione colloca la fontana della Palma su di un basamento di forma ottagonale, con delle bordure di marmo che si dipartono da ogni vertice dell'ottagono fino a formare una raggiera all'interno di un'ellisse. Anche le aiuole sono delimitate da elementi di contenimento rivestiti con listelli di pietra lavica bordati di marmo di Trani. L'area pedonale è delimitata, rispetto alle strade che lambiscono la piazza, da una ringhiera in pietra sopra la quale sono collocati, ad intervallo regolare, dei lampioni. In tre punti distinti la ringhiera è interrotta da brevi scalinate che servono a superare il dislivello tra la piazza e le strade adiacenti. Una di queste, la scalinata sud, è composta da due rampe con relativa vasca a fontana.

### Eventi
Durante il periodo estivo, la piazza è spesso sede di eventi legati al programma dell'estate palmese. Tra questi, vengono regolarmente posizionati in piazza Amendola alcuni stand e bancarelle della fiera di San Rocco, svolta in concomitanza della festa di San Rocco. Nel 2012 in piazza è stato svolto un mercatino natalizio.

### Curiosità
Prima della costruzione dello stadio Giuseppe Lopresti nel 1932, l'Unione Sportiva Palmese 1912 disputò alcuni incontri in rettangoli di gioco appositamente realizzati all'interno della piazza.